# Флавий Павел
Вижте пояснителната страница за други личности с името Флавий Павел.
Флавий Павел (Dux Flavius Paulus) е испанско-римски дук на Вамба, кралят на вестготите в Испания.

## Биография
През 672 г. е изпратен да потуши бунта на граф Хилдерик, управителят на Ним и на евреите в Септимания и Каталония. Той приема юдеизъма и е провъзгласен за крал.
На 31 август 673 г. Вамба потушава бунта и не ги наказва.